# 林步青
林步青（?—?），湖北省武昌府武昌縣人，清朝政治人物、同進士出身。
光緒三年（1877年），参加丁丑科殿試，登進士三甲第166名。同年五月，授刑部郎中。